# Джорджтаун (Пинанг)
Джорджтаун (англ. George Town) — столица штата Пинанг в Малайзии. Находится на северо-восточной оконечности острова Пинанг.
Население города составляет более 708 127 жителей (по состоянию на 2010 год), преимущественно китайцев.
В 2008 году Джорджтаун вместе с Малаккой был внесен в Список объектов Всемирного наследия ЮНЕСКО. Пинанг пользуется огромной популярностью среди жителей Малайзии, цены на дома там самые высокие в стране (цены от миллиона долларов нередки); иностранные туристы, как правило, посещают Джорджтаун даже если имеют всего несколько дней для путешествия по Маллакскому полуострову. Считается гастрономической столицей Малайзии.

## История
Основан в 1786 году английским капитаном Фрэнсисом Лайтом и торговцами британской Ост-Индской компании в болотистой местности. Назван в честь английского короля Георга III. Это был первый город, основанный Великобританией в Юго-Восточной Азии.

## Культура и достопримечательности
Джорджтаун — город, архитектура которого соединяет в себе европейский и восточно-азиатский стили. Старая часть расположена у форта Корнуоллис. Форт Корнуоллис — первая постройка англичан на острове на месте высадки капитана Фрэнсиса Лайта в 1786 году. Первоначально деревянная крепость, в 1804—1805 гг. форт был перестроен и заменён на каменный. На его бастионах находятся старые голландские пушки. Рядом — музей истории форта, здесь проводятся интерактивные шоу, знакомящие туристов с бытом британских солдат.
В старой части Джорджтауна — Чайнатауне — располагаются многочисленные лавки, мечети, церкви, индуистские и буддистские храмы. По Чайнатауну можно прогуляться пешком или прокатиться на велорикше или арендованном велосипеде.
- Церковь Святого Георга — самая старая англиканская церковь в Малайзии. Построена в 1818 году каторжниками. У входа в церковь установлен монумент Фрэнсису Лайту.
- Храм Балатхандаютхапани[англ.] — самый большой храм Муруганы за пределами Индии.
- Храм Ват Чайямангкаларам — примечателен статуей лежащего Будды, третьей по размеру в мире (33 м).
- Храм Шри Мариямман — индуистский храм постройки 1883 года. Главная ценность — статуя бога Субраманиама из серебра, золота, изумрудов и алмазов. Во время ежегодного празднования Тайпусама статую на серебряной колеснице провозят по улицам города.
- Храм Дракона Гор — считается одним из самых грандиозных клановых храмов Пенанга. Помимо храма на территории размещается бывшее здание ассоциации клана, дом членов клана и огромная площадь для проведения мероприятий. Сам охрам выделяется богатством и тонкостью деревянной резьбы. Фасад здания и зала поражают деревянными резными украшениями, выполненными китайскими мастерами. Храм сохранил своё старинное расположение в самом центре Джорджтауна.
- Мечеть Капитан Клинг — построена в начале XIX века.
- Мечеть Султана Ахмад Шаха
- Мечеть Штата — самая большая мечеть острова, вмещающая до 5 тысяч человек. Это — ультрасовременное архитектурное сооружение, увенчанное сверкающим золотым куполом.
- Плавучая мечеть — оригинальное здание начала XXI века, построенное над водами Малаккского пролива.
- В старом городе наряду с домами в колониальном стиле и кладбищем протестантов, стоит осмотреть гостиницу «E&O» (Запад и Восток). Когда-то она считалась лучшей «по ту сторону южнее Суэца», в ней любили останавливаться Герман Гессе, Редьярд Киплинг и Уильям Сомерсет Моэм.
- Пинангский государственный музей[англ.]
- Дом-музей П. Рамли.
- Обзорная площадка на вершине горы Пинанг-Хилл[англ.], на которую ведёт фуникулёр постройки 1923 года.

Финансовый центр — Лебух Пантаи — главная улица города. Многие офисы и банки расположены в старых, отреставрированных зданиях. Магазины сконцентрированы на улице Джаланг Пенанг и Джалан Кемпбелл, а на Лебух Чулия стоит множество ресторанов и маленьких отелей. Джорджтаун вошёл в десятку городов, которые Lonely Planet настоятельно рекомендует посетить в 2016 году.
Джорджтаун также известен своим уличным искусством — граффити и стрит-артом. Это поддерживается на уровне правительства — в 2012 году муниципальный совет Пенанга задумал сделать улицы ещё более привлекательными. Для этих целей был приглашён литовский художник Эрнест Захаревич, который создал серию из 9 произведений под названием «Зеркала Джорджтауна» (Mirrors George Town). Работы Захаревича отлично вписались в облик города и впоследствии к росписи Джорджтауна подключились и другие мастера. В итоге, в настоящее время в городе насчитывается более 100 произведений уличного искусства, их количество продолжает расти. Стрит-арт стал полноценной достопримечательностью Джорджтауна, привлекая в город ещё больше туристов. Карту с расположением самых известных граффити можно бесплатно взять практически в любом отеле или хостеле.

## Промышленность и инфраструктура
Джорджтаун — один из важнейших портов Малайзии, место перегрузки сельскохозяйственной продукции и каучука.
В Джорджтауне располагается Университет естественных наук Малайзии и Всемирный Рыбный центр.

## Города-побратимы
- Аделаида, Австралия
- Сямынь, КНР
- Канагава, Япония
- Медан, Индонезия
- Тайбэй, Китайская Республика
- Бангкок, Таиланд